# Empoasca cunninghami
Empoasca cunninghami är en insektsart som beskrevs av Ross 1959. Empoasca cunninghami ingår i släktet Empoasca och familjen dvärgstritar. Inga underarter finns listade i Catalogue of Life.